# Nezbudská Lúčka
Nezbudská Lúčka este o comună slovacă, aflată în districtul Žilina din regiunea Žilina, pe malul râului Váh. Localitatea se află la altitudinea de 357 m deasupra n.m., se întinde pe o suprafață de 8,21 km2 și în 2017 număra 392 de locuitori. Se învecinează cu comuna Lipovec, Martin.

## Istoric
Localitatea Nezbudská Lúčka este atestată documentar din 1439.

## Demografie
| An:                | 1994 | 2004   | 2014   | 2024   |
| ------------------ | ---- | ------ | ------ | ------ |
| Număr de persoane: | 397  | 382    | 411    | 399    |
| Diferență:         |      | −3,77% | +7,59% | −2,91% |

| An:                | 2023 | 2024   |
| ------------------ | ---- | ------ |
| Număr de persoane: | 392  | 399    |
| Diferență:         |      | +1,78% |